# Ján Gogoľ
Ján Gogoľ (* 27. března 1917) je bývalý slovenský fotbalový brankář.

## Fotbalová kariéra
V československé lize hrál za AC Sparta/Manet Považská Bystrica. V roce 1943 nastoupil za Slovensko v 1 utkání proti Chorvatsku v Záhřebu.

## Ligová bilance
| Ročník                                     | Zápasy | Góly | Klub                        |
| ------------------------------------------ | ------ | ---- | --------------------------- |
| Státní liga 1945/46                        | -      | 0    | AC Sparta Považská Bystrica |
| Státní liga 1948                           | -      | 0    | Manet Považská Bystrica     |
| Celostátní československé mistrovství 1949 | -      | 0    | Manet Považská Bystrica     |
| Československá liga CELKEM                 | -      | 0    |                             |